# Île de Sibu
 (août 2025).
Si vous disposez d'ouvrages ou d'articles de référence ou si vous connaissez des sites web de qualité traitant du thème abordé ici, merci de compléter l'article en donnant les références utiles à sa vérifiabilité et en les liant à la section « Notes et références ».
L'île de Sibu (en malais : Pulau Sibu) est une île malaisienne de l'archipel de Seribuat dans la mer de Chine méridionale. Elle appartient à l'État de Johor. Elle est composée de plusieurs îlots, dont : Besar, Tengah, Kukus et Hujung.
L'île de Sibu fait environ 6 km de long et 1 km de large et est constituée principalement de végétation tropicale. Au sud de l'île est implanté un petit village de pêcheurs appelé Kampong Duku, celui-ci est habité par une petite centaine de personnes (environ 40 familles).
Il y a un certain nombre de petits hôtels sur l'île, généralement occupés pour un week-end ou une courte destination de vacances (l'île est située à environ 3 heures de Singapour depuis Johor Bahru, ce qui est équivalent à une escale). Les principales activités de loisirs sur l'île sont les sports nautiques tels que la plongée sous-marine - la zone a été désignée "Parc Marin" en 1993 et on y trouve de nombreux récifs coralliens.
Deux saisons de l'émission Koh-Lanta (La Nouvelle Édition et la saison 14) ont été tournées dans les environs de l'île.